# Mesogenea excavata
Mesogenea excavata is een vlinder uit de familie spinneruilen (Erebidae). De wetenschappelijke naam werd voor het eerst geldig gepubliceerd in 1926 door George Francis Hampson.
De soort komt voor in tropisch Afrika.